# Santo Tomás (Batangas)
Santo Tomás es un municipio filipino de primera clase, perteneciente a la provincia de Batangas, en la isla de Luzón.

## Historia
Hacia mediados del siglo XIX, el lugar tenía contabilizada una población de 6660 habitantes, repartidos en 1110 casas. Aparece descrito en el segundo volumen del Diccionario geográfico, estadístico, histórico de las Islas Filipinas (1851) de Manuel Buzeta Núñez y Felipe Bravo con las siguientes palabras:

TOMAS (Santo): pueblo con cura y gobernadorcillo en la isla de Luzon, prov. de Batangas, arz. de Manila, sit. en los 124° 48' long. 14° 6'  lat., terr. montuoso próximo á la orilla del rio de San Lucas; su clima es templado y saludable. Tiene unas 1,100 casas, la parroquial y la de comunidad, donde está la cárcel. Hay una escuela de instruccion primaria, y una iglesia parroquial de buena fábrica bajo la advocacion de Santo Tomás, servida por un cura regular. el cementerio se halla á corta distancia de la iglesia, en buena situacion y ventilado. Las comunicaciones de este pueblo con sus inmediaciones se efectuan por medio de buenos caminos, y de la cab. de la prov. se recibe un correo semanal. Confina el térm. por N. con el de Calamba, cuyo pueblo se halla en la prov. de la Laguna, y dista de este poco mas de 2 leg.; por S. con el de Tananan que dista una ½ id.; por O. con la cordillera que divide esta prov. de la de Cavite, y por E. con el térm. de San Pablo que dista unas 4 ½ id. El terr. es montuoso y fértil, pero sin que por eso falten algunas llanadas donde los naturales tienen las sementeras. Las prod. de su agricultura son arroz, maiz, caña dulce, pimienta, café, frutas y legumbres. Su ind. consiste en la agricultura, fabricacion de telas, beneficio de la caña dulce y corte de maderas. pobl. 6,660 almas, y en 1845 pagaba 1,370 trib. que hacen 13,700 rs plata.
(Buzeta y Bravo, 1851, pp. 455-456)

En 2020, tenía censados 218 500 habitantes.